# Винковцы (Гродненская область)
Винковцы (бел. Вінкаўцы́) — деревня в Лидском районе Гродненской области Беларуси. Входит в состав Третьяковского сельсовета.

## География
Пролегает трасса М-11.
Ближайшие населённые пункты Лида, Шейбаки и др.

## История
В 1905 году в Лидской волости Лидского уезда Виленской губернии Российской империи.

## Население

### Численность
- 2019 год — 79 жителей

### Динамика
- 1999 год — 125 жителей (перепись населения)
- 2009 год — 113 жителей (перепись населения)[3]
- 2019 год — 79 жителей (перепись населения)